# Iglesia de San Juan Bautista (Fabara)
La iglesia de San Juan Bautista es una iglesia medieval de España del siglo XV, una iglesia fortificada gótica localizada en Fabara, en la provincia de Zaragoza.

## Historia y descripción
Tiene una sola nave de tres tramos, con capillas laterales entre los contrafuertes. De los tres tramos de la nave, el tramo de los pies está cubierto por una bóveda de cañón apuntada, mientras que los otros dos tienen bóvedas de crucería. Tiene un coro alto a los pies. La puerta se abre en una de las fachadas laterales (al sur) y tiene tres arquivoltas. Del lado opuesto, hay una torre que tiene planta cuadrada y, en el cuerpo superior, dos ojos en forma de arco de medio punto a cada uno de los cuatro lados.
Todo el edificio está rematado con almenas, que le dan aspecto de fortaleza.
La iglesia gótica actual fue edificada en el siglo XV como modificación de la iglesia románica preexistente, y que ya se menciona a finales del siglo XII (y no podía ser muy anterior, puesto que Fabara fue reconquistada en 1157 por Ramón Berenguer IV). Actualmente todavía queda algún muro del siglo XIII.
El campanario fue parcialmente destruido a la guerra civil y reconstruido posteriormente.